# Gutmühle
Gutmühle is een plaats in de Duitse gemeente Neunkirchen-Seelscheid, deelstaat Noordrijn-Westfalen, en telt 42 inwoners (2007).

## Voetnoten
1. ↑  Google Earth